# Platanístids
Els platanístids (Platanistidae) són una família de cetacis del grup dels odontocets. Els seus únics representants vivents són el dofí del Ganges (Platanista gangetica) i el dofí de l'Indus (P. minor). A més a més, se n'han trobat fòssils a les Amèriques, Europa i l'Àsia central. Fins a la dècada del 1990 s'hi classificaven el dofí del Plata, el dofí de l'Amazones i el dofí de riu xinès, que des d'aleshores han estat traslladats a altres grups basant-se en dades genètiques.